# Anidarnes
Anidarnes är ett släkte av steklar. Anidarnes ingår i familjen fikonsteklar.
Kladogram enligt Catalogue of Life:
| Anidarnes | \| \| Anidarnes bicolor \| \| \| \| \| \| Anidarnes brevicauda \| \| \| \| \| \| Anidarnes globiceps \| \| \| \| |
|           | \| \| Anidarnes bicolor \| \| \| \| \| \| Anidarnes brevicauda \| \| \| \| \| \| Anidarnes globiceps \| \| \| \| |
|           | Anidarnes bicolor                                                                                                |
|           | |
|           | Anidarnes brevicauda                                                                                             |
|           | |
|           | Anidarnes globiceps                                                                                              |
|           | |